# Liste der Naturdenkmale in Grömbach
| Naturdenkmale | Anzahl |
| ------------- | ------ |
| FND           | 0      |
| END           | 4      |
| Gesamt        | 4      |

Die Liste der Naturdenkmale in Grömbach nennt die verordneten Naturdenkmale (ND) der im baden-württembergischen Landkreis Freudenstadt liegenden Gemeinde Grömbach. In Grömbach gibt es insgesamt vier als Naturdenkmal geschützte Objekte, keines ist ein flächenhaftes Naturdenkmal (FND), alle sind Einzelgebilde-Naturdenkmale (END).
Stand: 31. Oktober 2016.

## Einzelgebilde (END)
| Name                                                      | Bild | Kennung     | Einzelheiten                                         | Position | Fläche Hektar | Datum        |
| --------------------------------------------------------- | ---- | ----------- | ---------------------------------------------------- | -------- | ------------- | ------------ |
| Baumgruppe im alten Friedhof (7 Ulmen, 2 Eschen, Thuja..) | BW   | 82370320003 | Grömbach                                             | ⊙        | 0,0           | 6. Juni 1990 |
| Heckengruppe (Hohlweg mit Hasel, Schneebeeren, Eichen)    | BW   | 82370320005 | Grömbach                                             | ⊙        | 0,0           | 6. Juni 1990 |
| 1 Sommerlinde                                             |      | 82370320001 | Grömbach Nicht mehr in der LUBW-Datenbank vorhanden. | ⊙        | 0,0           | 6. Juni 1990 |
| 1 Stieleiche                                              | BW   | 82370320002 | Grömbach                                             | ⊙        | 0,0           | 6. Juni 1990 |
| Legende für Naturdenkmal                                  |      |             |                                                      |          |               |              |